# Cinase
Em bioquímica, uma cinase ou quinase, é um tipo de enzima que transfere grupos fosfatos de moléculas doadoras de alta energia (como o ATP) para moléculas-alvo específicas (substratos). O processo tem o nome de fosforilação. A molécula-alvo pode activar-se ou inactivar-se mediante a fosforilação. Todas as cinases necessitam de um íon metálico divalente como o Mg2+ ou o Mn2+ para transferir o grupo fosfato. Estas enzimas são ativadas pelo AMP cíclico, que catalisa a fosforilação de determinadas proteínas.
Uma proteína-cinase catalisa a reação de adição desse grupamento fosfato e essa reação é unidirecional, com o ATP sendo quebrado para produzir a energia necessária para a reação. Uma proteína-fosfatase, faz exatamente a reação inversa das cinases, ela remove um grupamento fosfato, ou seja, faz a desfosforilação. As células contém várias proteínas-cinases e proteínas-fosfatases cada uma sendo responsável por agir em um determinado grupo ou uma determinada proteína.
As proteínas-cinases pertencem a uma grande família de enzimas que compartilham uma sequência de 290 aminoácidos. Algumas sequências específicas de aminoácidos permitem que as cinases reconheçam grupamentos específicos nas proteínas a serem fosforiladas.

## Importância das cinases e do ciclo de fosforilação
Como resultado da ação combinada entre proteínas-cinases e proteínas-fosfatases, tem-se os ciclos de fosforilação, que é uma das formas mais importantes de regulação na célula eucariótica. Estes ciclos permitem que as proteínas que são fosforiladas passem rapidamente de um estado para outro, modificando seu estado em resposta a um estímulo externo. É importante salientar que a adição/remoção do fosfato pode afetar a proteína de duas maneiras. Primeiro, como o fosfato carrega duas cargas negativas, a adição de um grupo fosfato pode ocasionar uma mudança conformacional significativa, principalmente pela atração de grupamentos laterais de aminoácidos carregados positivamente. Em segundo, o grupo fosfato pode formar parte de uma estrutura que os sítios de ligação de outras proteínas podem reconhecer. Dessa forma, a adição/remoção do fosfato altera a ligação de novos ligantes na superfície da proteína, sendo um mecanismo importante de sinalização celular e fundamental no processo de montagem e desmontagem de complexos protéicos.
Na grande parte dos animais, a enzima que catalisa a fosforilação da glicose é a hexocinase e, no figado, a glicocinase.